# ألبرتو غيرا
ألبرتو غيرا (بالإسبانية: Alberto Guerra)‏ (8 مايو 1944 بسيوداد خواريز في المكسيك - ) هو مدرب كرة قدم ولاعب كرة قدم مكسيكي في مركز الهجوم. لعب مع نادي غوادالاخارا ونادي مونتيري وأتلتيكو بوتوسينو ‏.

## وصلات خارجية
- ألبرتو غيرا على موقع قاعدة بيانات كرة القدم.إي يو (الإنجليزية)
- ألبرتو غيرا على موقع قاعدة بيانات كرة القدم.إي يو (الإنجليزية)